# Nodiko Tatischwili

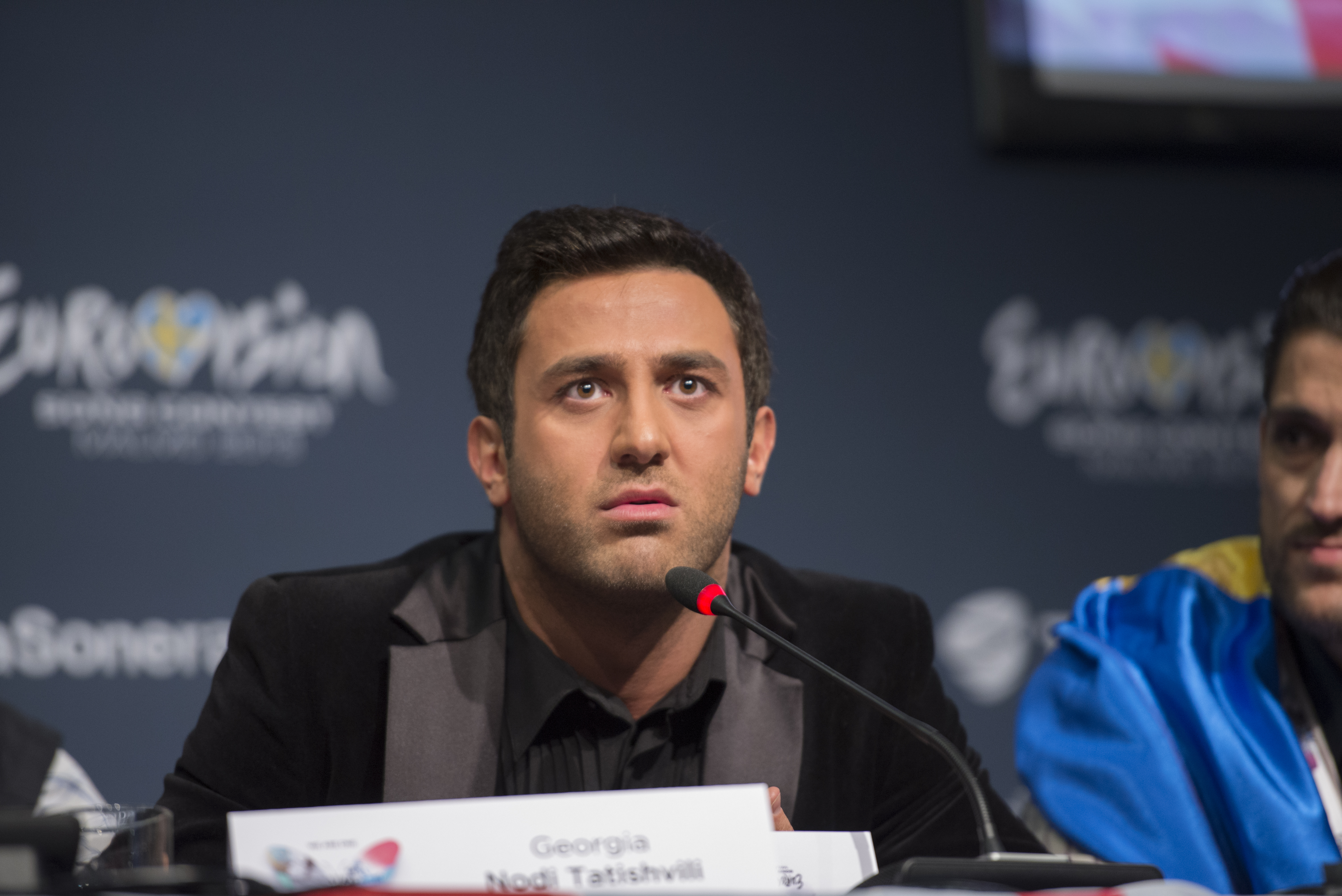
Nodiko Tatischwili (2013)

Nodiko Tatischwili (georgisch ნოდიკო ტატიშვილი; eigentlich: Nodar Tatischwili, georgisch ნოდარ ტატიშვილი; * 5. November 1986 in Tiflis) ist ein georgischer Popsänger.

## Hintergrund
Tatischwili war schon als Kind als Sänger aktiv, sang im Chor und in Musicals mit. Ab 2005 nahm er an internationalen Gesangswettbewerben teil. Landesweit bekannt wurde er als Gewinner der Castingshow Geostar, dem georgischen Pendant zu Pop Idol, im Jahr 2009. Vom Rundfunk SSM wurde er intern ausgewählt, zusammen mit Sopo Gelowani sein Land beim Eurovision Song Contest 2013 in Malmö zu vertreten. Als Titel entschied man sich für Waterfall des Euphoria-Komponisten Thomas Gustafsson. Tatischwili und Gelowani erreichten mit dem Lied das Finale, wo sie Platz 15. belegten.